# أكيرا إيدا
أكيرا إيدا (باليابانية: 飯田章؛ بالكانا: いいだ あきら) هو مهندس ياباني، ولد في ديسمبر 1969 في ساغاميهارا في اليابان.

## وصلات خارجية
- أكيرا إيدا على موقع Racing-Reference.info (الإنجليزية)
- أكيرا إيدا على موقع DriverDB.com (الإنجليزية)